# 三代目J Soul Brothers LIVE TOUR 2012 0〜ZERO〜
『三代目J Soul Brothers LIVE TOUR 2012 0〜ZERO〜』（さんだいめジェイ ソウル ブラザーズ ライブ ツアー にせんじゅうに ゼロ）は、三代目 J Soul Brothersの1作目のライブビデオである。2013年3月13日にrhythm zoneから発売された。

## 概要
- 2012年9月 - 12月にかけて開催された、自身初のアリーナ・ツアー『三代目J Soul Brothers LIVE TOUR 2012 0〜ZERO〜』から、横浜アリーナ公演の模様を収録。本作は、翌2013年元日に発売されたアルバム『MIRACLE』の初回生産限定盤に付属されたライブDVDの完全盤となっている。
- 2枚組DVD、2枚組Blu-rayの2形態での発売。それぞれの初回生産限定はプレミアム・パッケージとなっており、60Pスペシャルフォトブック付きスリーブケース仕様。
- DISC-1には、ボーナス・トラックとして、さいたまスーパーアリーナ公演でのみ披露された「君の瞳に恋してる-Can't Take My Eyes Off You-」、EXILEメンバーがサプライズ出演した「24karats TRIBE OF GOLD[1]などを収録。
- DISC-2には、メンバーに密着した約86分のツアードキュメント・スペシャルムービーを収録。
- サポートメンバーとしてGENERATIONSもライブに参加している[2]。

## 収録内容

### DISC-1
1. Opening
2. LET'S PARTY
3. 1st Place
4. FIELD OF DREAMS
5. Kiss You Tonight
6. Always
7. LOVE SONG
8. SOUTHSIDE
9. Best Friend's Girl
10. On Your Mark 〜ヒカリのキセキ〜
11. Go my way
12. 最後のサクラ
13. 花火
14. リフレイン
15. Powder Snow 〜永遠に終わらない冬〜
16. LOOK @ US NOW!
17. GENERATION -next- / 三代目J Soul Brothers+GENERATIONS from EXILE TRIBE
18. (YOU SHINE) THE WORLD
19. FIGHTERS
20. On The Road
21. Feel The Soul
22. I Can Do It
23. 24karats Medley -0〜ZERO〜 Ver.- [ENCORE]
24. 次の時代へ [ENCORE]

BONUS TRACK
1. NEW WORLD
2. Fly Away
3. 君の瞳に恋してる -Can't Take My Eyes Off You-
4. 24karats TRIBE OF GOLD / EXILE TRIBE

### DISC-2
- 三代目J Soul Brothers LIVE TOUR 2012「0〜ZERO〜」SPECIAL DOCUMENT MOVIE（約86分収録）